# Марсден, Кэт
Кэт (Кейт) Ма́рсден (англ. Kate Marsden, 13 мая 1859 — 26 мая 1931) — английская сестра милосердия, путешественница и филантроп, посвятившая значительную часть жизни облегчению участи больных лепрой. Член Российского общества Красного Креста и Королевской ассоциации британских медицинских сестёр. Племянница лейтенанта Индийского флота Джеймса Рэймонда Уэллстеда — известного путешественника и исследователя Аравийского полуострова. Одна из первых женщин — членов Королевского географического общества. Широкую известность ей принесло путешествие через всю Сибирь к прокажённым Якутии в 1891—1892 годах. Благодаря её усилиям стало возможным создание в 1892 году колонии для прокажённых на месте нынешней деревни Сосновка в Вилюйском улусе после её визита. В 1895 году Кэт Марсден основала Общество борьбы с проказой св. Франциска. В 1914 году Марсден стала одним из основателей Музея естественной истории в Бексхилле-он-Си.

## Биография
Кэт Марсден родилась 13 мая 1859 года в семье лондонского солиситора Джозефа Дэниела Марсдена (англ. Joseph Daniel Marsden) и Софии Матильды Марсден, урождённой Уэллстед (англ. Sophia Matilda Wellsted), в доме 10 квартала Парейд (англ. Parade) на Силвер-стрит (англ. Silver Street) в Эдмонтоне, в графстве Миддлсекс (с 1965 года составе лондонского района Энфилд). Она была младшей из восьми детей; все они, кроме самой Кэт и одного из её братьев, впоследствии умерли от чахотки. Кэт вначале обучалась на дому, а позже — в школе-пансионе в Маргите, которую ненавидела. Джозеф Марсден скончался в августе 1873 года. Кэт была вынуждена прервать обучение и начала работать гувернанткой. В 1876 году Кэт поступила в Учебный госпиталь при Институте евангельских протестантских диаконисс (англ. Evangelical Protestant Deaconesses Institution and Traning Hospital, c 1908 года The Prince of Wales General Hospital), где стала обучаться на санитарку.

### Жизнь в Англии. Русско-турецкая война
В 1877 году 18-летняя Марсден отправилась добровольцем в качестве сестры милосердия на русско-турецкую войну вместе с другими сёстрами Тоттенхэмского госпиталя, хотя была ещё послушницей. Впоследствии она утверждала, что именно в Свиштове она впервые столкнулась с лепрой, увидев двоих поражённых болезнью болгар, и зрелище настолько ужаснуло её, что она дала обет посвятить свою жизнь облегчению страданий больных проказой. Кэт Марсден провела в Болгарии 4 месяца и вернулась в Лондон в ноябре 1877 года.
Отучившись в Тоттенхэме год, Марсден получила там блестящие характеристики и отправилась с ними в Вестминстерский госпиталь, предположительно так и не став диакониссой. По протекции суперинтенданта госпиталя, воспитанницы Школы сестёр милосердия Найтингейл Мэри Мерриуэзер (англ. Mary Merryweather), с которой Марсден была дружна, она устроилась старшей санитаркой в Ливерпульский санаторий (англ. Liverpool Convalescent Institution) в Вултоне. Проработав там 4,5 года, она уволилась в 1882 году из-за проблем со здоровьем. Покинув Вултон, она помогала матери ухаживать за сестрой-инвалидом.

### Жизнь в Новой Зеландии
В ноябре 1884 года Кэт Марсден отправилась с матерью на пароходе «Тонгариро» (англ. Tongariro) в Новую Зеландию, чтобы ухаживать за страдающей от чахотки Энни Джейн (англ. Annie Jane Marsden) — последней из сестёр Кэт, остававшейся на тот момент в живых. «Тонгариро» покинул Лондон 20 ноября и прибыл в Веллингтон 4 января 1885 года. Несмотря на все старания, Энни Джейн умерла в Окленде 16 января, вскоре после их прибытия. Марсдены остались жить в Окленде.

#### Работа в Веллингтонском госпитале
В апреле 1885 года Кэт Марсден получила должность главной сестры в недавно построенном Веллингтонском госпитале вместо уволившейся Мэри Кисслинг (англ. Mary Eliza Kissling). К этому моменту «Большая игра» за господство в Центральной Азии между Британской и Российской империями достигла апогея и привела к Афганскому кризису. Новозеландцы всерьёз опасались войны с Россией, и в обязанности Кэт, заявившей о наличии у неё опыта полевой работы в Болгарии, вошла также подготовка санитарок. Ей были положены годовое жалование в 100 новозеландских фунтов и комната в госпитале. Главный врач доктор Морис Чилтон (англ. Maurice Alfred Suckling Chilton, 1850—1890) писал в «The Evening Times», что в его госпитале работают 13 сестёр Красного Креста под руководством заведующей с опытом полевой работы, а в случае начала боевых действий госпиталь сможет предоставить убежище женщинам и детям в течение часа после объявления тревоги. Через несколько недель до Новой Зеландии дошли известия о заключённых между Британией и Россией дипломатических соглашениях, и паника пошла на спад.
Кэт Марсден помогла открыть отделение Ассоциации скорой помощи Святого Иоанна в Веллингтоне — одно из первых в Новой Зеландии. На первом заседании, состоявшемся в Атенеуме (англ. Athenaeum) 30 июня, она была принята в состав Женского комитета, возглавляемого супругой генерал-губернатора Новой Зеландии Уильяма Жервуа, а в июле была избрана его секретарём. Там она сошлась с представителями высших кругов общества и получила поддержку властей Новой Зеландии, в том числе и от сэра Джорджа Грея, который близко знал её дядю по материнской линии — Джеймса Рэймонда Уэллстеда.
В августе Кэт Марсден оказалась вовлечена в скандал, повлёкший за собой увольнение доктора Чилтона. От пациентов и медицинского персонала, в частности, от самой Марсден, доктору поступила официальная жалоба на поведение, особенно в нетрезвом виде. Когда Чилтон отказался уволиться добровольно, его отстранили от исполнения обязанностей. В то же время поступило несколько писем в защиту Чилтона: группа из десяти медицинских сестёр обвинила Кэт Марсден во лжи и потребовала её увольнения. Инспектор по госпиталям, в свою очередь, принял решение поддержать Марсден, и сёстры были уволены. В начале сентября рассмотрением скандала и общей ситуации, сложившейся в госпитале, занялась Королевская Комиссия. Давая показания, Марсден отвергла обвинения Чилтона (который ранее утверждал, что Марсден несправедливо обвинила его в половой связи с некоторыми сёстрами) и огласила тот факт, что доктор время от времени, отправляясь на рыбалку или на лодочную прогулку по гавани, брал с собой группу сестёр и стюарда, оставляя на Кэт тяжёлых больных. Марсден предоставила письмо от пациентов, в котором они уверяли комиссию в её невиновности; весьма хорошо о ней отзывался и инспектор. Поступали и негативные отзывы о работе Кэт Марсден: в одном случае она заставила сестёр работать ночью после дневной смены, в другом — не приняла должных мер по предотвращению распространения инфекции; также её обвиняли в стравливании персонала между собой.
Ещё до того, как комиссия закончила расследование, Марсден ввязалась в очередную разборку, теперь уже с пришедшим на место Мориса Чилтона Эдвардом Левинджем (англ. Edward George Levinge, 1852—1929). Предметом их спора стали полномочия Кэт Марсден, особенно в том, что касалось обучения сестёр. Ряд читателей газет, освещавших конфликт, встал на её защиту, решив, что больничная администрация хочет сделать из главной сестры «козла отпущения». В конце концов Королевская Комиссия нашла увольнение доктора Чилтона справедливым, а Кэт Марсден похвалили за эффективную организацию работы сестёр даже в затруднённых обстоятельствах.

#### Несчастный случай
В сентябре 1885 года с Марсден произошёл несчастный случай: когда она доставала с верхней полки бельё, ступенька стремянки, на которой она стояла, проломилась. Марсден упала и сильно повредила спину. В результате она была частично парализована, на несколько месяцев оказалась прикована к постели и была вынуждена оставить свой пост. Благодаря рекомендациям от мадам Жервуа и председателя больничного комитета Кэт Марсден удалось получить компенсацию за увольнение без предварительного уведомления в размере месячной заработной платы (50 £). Немного оправившись, она в конце мая 1886 года вновь была избрана на 12 месяцев секретарём Женского комитета Ассоциации св. Иоанна. Вероятно, насмотревшись за время работы в госпитале на страдания шахтёров, получивших травмы вдали от цивилизации, она решила читать им лекции об оказании первой медицинской помощи. Ближайшие к Веллингтону шахтёрские поселения, основанные после открытия там золотых месторождений в 1856 году, располагались в Нельсоне и в Марлборо; и Кэт Марсден перебралась вместе с матерью в Нельсон, откуда выезжала с лекциями непосредственно к шахтёрам..

### Миссия в Сибири
В 1889 году умер, заразившись лепрой, Дамиан де Вёстер, помогавший гавайским больным. Кэт Марсден, желая продолжить его дело, вернулась в Лондон на пароходе «Руапеху» (англ. Ruapehu). Сперва она рассчитывала присоединиться к миссии сестры Розы Гертруды, прибывшей в поселение прокажённых на острове Молокаи после гибели де Вестёра. Однако ей было отказано; как считала сама Марсден — из-за того, что она в то время принадлежала к Церкви Англии, а не к Римско-католической. Она решила отправиться работать с прокажёнными в Британскую Индию, но получила приглашение от Российского общества Красного Креста явиться в Москву для получения награды от императрицы за службу в Болгарии. Приняв приглашение, Марсден переключила внимание с индийских прокажённых на российских, решив воспользоваться шансом и получить средства и покровительство от российских властей для оказания им помощи. Она написала письмо с просьбой о покровительстве принцессе Уэльской Александре, сестре российской императрицы. Марсден была представлена королевскому двору 5 марта 1890 года. После беседы принцесса Александра вручила ей письмо с нужными рекомендациями.

#### Подготовка
В апреле Кэт Марсден совершила первый краткий визит в Санкт-Петербург, где предстала перед императрицей Марией Фёдоровной и была награждена знаком Российского общества Красного креста за Русско-турецкую войну, после чего вернулась в Лондон. Марсден активно старалась привлечь внимание прессы к своему грядущему путешествию и охотно раздавала интервью. Она совершила поездку в Париж, где в мае 1890 года встретилась с Луи Пастером для консультаций, так как ходили слухи, что он создал вакцину от лепры. Слухи оказались ложными. В это же время она посетила Берлин.
Перед тем, как отправиться в Москву, Кэт Марсден совершила путешествие по Ближнему Востоку с целью сбора дополнительной информации о проказе. В сентябре 1890 года она отправилась на корабле «Парраматта» (англ. Parramatta) в Александрию. Там Марсден посетила Немецкий госпиталь (араб. المستشفى الألماني‎), который произвёл на неё большое впечатление, и встретилась с супругой хедива Египта и Судана Тауфика Эмине-ханум. Затем она побывала в Яффе и Иерусалиме, где в сопровождении англиканского епископа Иерусалима доктора Джорджа Блита и его супруги посетила больницу для прокажённых и дом диаконисс, работавших в ней. Марсден посетила Кипр и Константинополь, где в то время работал известный исследователь проказы Замбако-паша (тур. Zambako Paşa). Также она совершила поездку в Скутари — там в годы Крымской войны в Казармах Селимие работала Флоренс Найтингейл, которую Марсден боготворила. В Константинополе она впервые услышала от попутчика-англичанина о неком растении, произрастающем в Якутии и якобы способном облегчать страдания больных и даже излечивать лепру в некоторых случаях. По прибытии в Российскую Империю эта информация подтвердилась: сперва представителем властей в Тифлисе, где она посетила две больницы, а позднее и самой императрицей.
В ноябре 1890 года Кэт Марсден прибыла сперва в Москву, где встретилась с московским генерал-губернатором князем В. А. Долгоруковым, а затем в Санкт-Петербург, где снова удостоилась аудиенции императрицы Марии Фёдоровны. Императрица снабдила Кэт Марсден всем необходимым, в том числе и рекомендательным письмом, составленным по её поручению князем Иваном Голицыным, которое обязывало местные власти оказывать ей помощь и покровительство во время путешествия по Сибири, а также давало право на посещение любых больниц и тюрем.

#### Дорога в Якутск
Из Санкт-Петербурга Кэт Марсден отправилась обратно в Москву, откуда 1 февраля 1891 года начала свой долгий путь в Якутск в сопровождении миссионерки Ады Филд (англ. Ada Field), владевшей русским языком. В Уфе Марсден встретилась с епископом Уфимским и Мензелинским Дионисием, который больше 40 лет был миссионером в Якутии. Он рассказал Марсден о тяжёлом положении якутских прокажённых и подтвердил слухи о траве, сообщив её название. Марсден и Филд сошли с поезда в Златоусте и продолжили путь на санях, преодолев тысячи километров за несколько месяцев. В Екатеринбурге путешественницы остановились в Американской гостинице, построенной купцом П. В. Холкиным. Здание гостиницы (56°50′06″ с. ш. 60°36′40″ в. д.), в котором с 1967 года располагается художественное училище им. И. Д. Шадра, входит в состав Красной линии Екатеринбурга. В Екатеринбурге Марсден встретила соотечественников — шотландских промышленников Ятеса и Вардроппера, а также агента Британского и зарубежного Библейского Общества. Они посоветовали ей посетить Ирбитскую ярмарку, где Кэт приобрела собственные сани для дальнейшего путешествия, а также получила от купца из Якутии некоторые сведения о местных прокажённых.
В Тюмени Кэт Марсден остановилась в доме Вардропперов (57°09′30″ с. ш. 65°32′13″ в. д.), как и многие другие американские и британские путешественники того времени. Марсден также посетила имение их родственников А. Ф. и А. Я. (урождённой Энн Вардроппер) Памфиловых в Чёрной Речке, осмотрев молочную ферму и маслобойный завод, а также школу, построенную при их поддержке в соседнем селе Малая Балда. Местные крестьяне, приняв Кэт Марсден за представителя властей, пожаловались ей на загрязнение реки Балды расположенной выше по течению Успенской бумажной фабрикой. Марсден приняла их петицию и впоследствии передала её губернатору Тобольска В. А. Тройницкому, который пообещал разобраться с проблемой.
В Омске Ада Филд была вынуждена прервать путешествие из-за проблем со здоровьем; впоследствии она вернулась в Берлин, где остановилась в доме миссис Уиллард. Проехав Томск, Кэт Марсден добралась до Иркутска, где была принята генерал-губернатором А. Д. Горемыкиным. По её инициативе в Иркутске был организован комитет для оказания помощи прокажённым. Первое заседание комитета состоялось 1 (13) мая — в день рождения Кэт Марсден.
| Имя                                | Звание                           | Должность                    |
| ---------------------------------- | -------------------------------- | ---------------------------- |
| Горемыкин, Александр Дмитриевич    | генерал-лейтенант                | генерал-губернатор Иркутска  |
| Вениамин                           | архиерей                         | архиепископ Иркутский        |
| Агафангел                          | архиерей                         | епископ Киренский            |
| Марсден, Кэт                       |                                  |                              |
| Виноградов, Афанасий Александрович | протоиерей                       |                              |
| Сиверс, Пётр Александрович         | действительный статский советник | камергер                     |
| Сукачёв, Владимир Платонович       |                                  | городской голова             |
| Маковецкий, Н. Е.                  |                                  | врачебный инспектор          |
| Львов                              | капитан                          | адъютант генерал-губернатора |

Большую часть пути от Иркутска до Якутска Кэт Марсден преодолела по реке Лене в паузке. По её словам, это плавание оказалось тяжелее, чем весь путь до Иркутска:

…Хотя путешествие до Иркутска было нелёгкое, но это было ничто в сравнении с тем, что пришлось перенести дальше. Три недели ехали мы в этом паузке, не имея возможности раздеться, или переменить одежду, спали где попало между грузом, питались самою простою пищею.— Путешествіе англійской сестры милосердія въ Якутскую область для помощи прокаженнымъ
До Якутска Кэт Марсден добралась лишь в июне.

#### В Якутске
О неблагоприятной ситуации с лепрой в области, особенно в Вилюйском и Колымском улусах, было известно уже давно. Ещё в 1827 году врач Крузе, прикомандированный в Вилюйский округ, заявил о необходимости постройки специальной больницы для прокажённых. О распространении проказы на территории Средневилюйского улуса сообщает посетивший в 1850-х годах Вилюйский округ натуралист Р. К. Маак, особо отмечая местность между рекой Вилюем и озером Ниджили, а также окрестности озера Мастах. В 1860 году в 140 верстах от Вилюйска, в Средневилюйском улусе, в местности Лачыма открылась первая колония для больных лепрой, но всего через три года она была закрыта из-за недостатка средств, а 20 больных возвращены в наслеги. Всего в колонии успело получить медицинскую помощь 39 прокажённых. С 1877 по 1880 год в Вилюйске работала больница для прокажённых, но и она была закрыта из-за отсутствия финансирования. В феврале 1890 года в Якутске была образована «комиссия с целью разработки мер для борьбы с проказой» под председательством областного медицинского инспектора М. М. Смирнова. С подачи епископа Якутского Мелетия в «Якутских епархиальных ведомостях» была опубликована статья врача Якутской гражданской больницы К. В. Несмелова «Проказа в Вилюйском округе». Существует мнение, что именно она послужила причиной выбора Вилюйска в качестве конечного пункта путешествия.
Прибыв в Якутск, Марсден встретилась с Мелетием и организовала с его помощью комитет, аналогичный иркутскому.
| Имя                               | Звание               | Должность                          |
| --------------------------------- | -------------------- | ---------------------------------- |
| Осташкин, Павел Петрович          | надворный советник   | вице-губернатор Якутска            |
| Мелетий                           | архиерей             | епископ Якутский и Вилюйский       |
| Марсден, Кэт                      |                      |                                    |
| Смирнов, Михаил Михайлович        | коллежский советник  | областной медицинский инспектор    |
| Щавинский, Пётр Иванович          | коллежский советник  | окружной врач                      |
| Несмелов, Константин Владимирович |                      | врач Якутской гражданской больницы |
| Слепцов, Алексей Фёдорович        | титулярный советник  | помощник исправника                |
| Шахурдин, Матвей Семёнович        | коллежский секретарь | чиновник особых поручений          |
| Прокофьев, Иван Степанович        |                      | отставной казак                    |

#### Вилюйск. Поиск поселений прокажённых
В сопровождении чиновника особых поручений Сергея Михайловича Петрова, владевшего французским языком и выполнявшего функции переводчика, и казака Прокофьева она 10 (22) июня 1891 года выехала в Вилюйск, чтобы своими глазами увидеть, как живут якутские прокажённые. Поскольку почтовый тракт через тайгу «существовал только в воображении картографа», совершить это путешествие можно было лишь верхом на лошади, что послужило очередным тяжёлым испытанием для Кэт Марсден, до того момента ни разу верхом не ездившей. По её собственным оценкам, всего ей пришлось проехать около 3000 вёрст по полному бездорожью, борясь с таёжным гнусом. Местные жители, узнававшие о её миссии, оставляли полевые работы, чтобы оказать ей посильную помощь: прорубали дороги, наводили гати через болота.
В Вилюйске Кэт Марсден встретил священник Иоанн Винокуров (согласно ПК — Михаил), проповедовавший среди прокажённых. Якуты считали проказу не только заразным заболеванием, но и проклятием. Заболевшие навсегда изгонялись из общества в лесную глушь, где влачили жалкое существование. 3 (15) июля 1891 года она вместе с чиновником Сергеем Михайловичем Петровым, исправником Николаем Марковичем Антоновичем, фельдшером Владимиром Александровичем Парамоновым и двумя солдатами выехала из Вилюйского улуса к озеру Абунгда, где находилось самое большое поселение прокажённых.
Кэт Марсден пришла в ужас и негодование, увидев, в каких условиях живут местные прокажённые. Чтобы облегчить их участь, она решила устроить в Якутской области колонию для прокажённых. Следующий выезд к прокажённым состоялся 27 июля (8 августа).

#### Обратная дорога
В Иркутск Кэт Марсден добиралась вверх по Лене. Чувствуя себя совершенно разбитой и больной, она почти не вставала с койки. На следующее утро после её прибытия в город состоялось заседание комитета, на котором была собрана сумма порядка 10 000 рублей, на которые планировалось приобрести тёплую одежду и коров для прокажённых и построить просторные юрты для их временного проживания. Собранные деньги были вверены иркутскому генерал-губернатору А. Д. Горемыкину. В Иркутске Кэт Марсден посетила Александровский централ, где в тот момент содержалось 3 500 заключённых; она раздавала им чай, сахар и Евангелия. В октябре она выехала из Иркутска, и к ноябрю достигла Томска.
В Томске её приняла настоятельница Иоанно-Предтеченского монастыря. В сопровождении томского губернатора Г. А. фон Тобизена она посетила медицинский факультет (в то время — единственный) недавно открывшегося Первого Сибирского Университета, где продемонстрировала образец кожи прокажённого, взятый по её просьбе фельдшером.
В Тюмени Кэт Марсден снова остановилась у Вардропперов. Там же она воссоединилась с Адой Филд, и уже на следующий день они отправились в Екатеринбург, несмотря на крайнюю степень утомления Марсден, которую вдобавок начала мучить бессонница. В Екатеринбурге она остановилась в доме Фомы Егоровича Ятеса и Маргариты Вардроппер и провела там неделю, посетив также Ново-Тихвинский монастырь.
Из Златоуста в Москву путешественницы отправились по железной дороге, время от времени останавливаясь для отдыха. В Уфе Марсден вновь была принята епископом Дионисием, а в Самаре — губернатором А. Д. Свербеевым, оказавшим ей весьма тёплый приём. Узнав о недавнем визите в Самару нескольких прокажённых из губернии, Марсден инициировала съезд местных врачей для обсуждения вопросов, связанных с распространением лепры в регионе. В результате прокажённые были возвращены из селений и изолированы в отдельных комнатах, получая должный уход. Живейший интерес к деятельности Марсден проявил епископ Самарский и Ставропольский Владимир, приславший ей благодарственное письмо.
Кэт Марсден вернулась в Москву в декабре 1891 года — через 11 месяцев после начала путешествия в Сибирь. Три дня она отдыхала, а затем, не увидевшись ни с кем из своих московских знакомых, кроме Агафоклеи Костанды (супруги командующего войсками Московского военного округа А. С. Костанды), отправилась в Санкт-Петербург, рассчитывая учредить там при поддержке профессора О. В. Петерсена штаб-квартиру научного общества для изучения положения прокажённых Российской Империи и поиска путей его облегчить.

#### Отправка в Вилюйск сестёр Александровской общины
Вернувшись в Москву, Кэт Марсден уговорила княгиню Н. Б. Шаховскую отправить на помощь якутским прокажённым из Александровской общины «Утоли моя печали» пятерых сестёр милосердия. Они покинули Москву 17 (29) марта 1892 года. Объявление об отъезде сестёр было дано в газетах, и многие горожане пришли на вокзал проводить их. В одном из писем епископу Томскому Макарию К. П. Победоносцев сетовал на поспешность действий Шаховской:

Ныне в Томске должны находиться (в женском монастыре) сестры, посланные из Москвы для следования в Якутск для служения прокаженным. Эту посылку я не одобрял: едут неведомо куда, неведомо зачем, ибо на месте ничего ещё не устроено и не приготовлено. Но меня не послушали. Начальница общины Княжна Ш[аховская] вместе с англичанкою мисс Марсден, кипящая ревностью без разума, достали денег и отправили экспедицию. Не знаю, чем она кончится. Год у нас тяжелый и время испытания. Голод был великий, люди обнищали, а ныне надвигается холера со всеми её ужасами.— Письмо №12, 27 июня (9 июля) 1892 года, Санкт-Петербург
В Якутск они прибыли в августе 1892 года, собрав по пути много пожертовований. Ильина и Ростокина остались служить при Якутской гражданской больнице, а три сестры Соколовы были отправлены 23 ноября (5 декабря) в Вилюйск с доктором Несмеловым.

### Возвращение в Англию
В июне Кэт Марсден появилась в Берлине.
Кэт Марсден вернулась в Англию, где продолжила выступать с лекциями и собирать пожертвования и начала работу над книгой. Марсден была приглашена на заседание Общего совета Королевской ассоциации британских медицинских сестёр (англ. Royal British Nurses' Association), состоявшееся 21 октября 1892 года. Утром того дня Марсден дала частное интервью принцессе Уэльской Александре и её дочерям, принцессам Виктории и Мод. На самом заседании принцесса Елена лично вручила ей серебряный знак Королевской ассоциации британских медицинских сестёр. Несколькими днями позже Кэт Марсден пригласили в замок Балморал, где королева Виктория наградила её золотой брошью в форме ангела Победы с гравировкой «Victoria R. I.». На большом собрании, которое прошло 27 октября в доме баронессы Сент-Хельер Сьюзен Жён на Харли-стрит в присутствии герцогини Текской Марии Аделаиды и принцессы Марии, Кэт Марсден около часа рассказывала о своём путешествии и о планах на будущее. В ноябре того же года Кэт Марсден стала одной из первых женщин-членов Королевского географического общества (FGRS). В декабре одновременно в Лондоне (при поддержке журнала «The Nursing Record») и Нью-Йорке вышла книга Кэт Марсден «On Sledge and Horseback to the Outcast Siberian Lepers», которая имела огромный успех и только за первые три года была переиздана 12 раз в Лондоне и Нью-Йорке. Стандартное издание книги стоило 6 шиллингов; за гинею (21 шиллинг) можно было купить более роскошное издание, отпечатанное ограниченным пронумерованным тиражом и подписанное самой Марсден.
- Обложка стандартного издания книги
- Титульный лист ограниченного издания с автографом автора
- Кэт Марсден в походной одежде на фоне карты маршрута

Кэт Марсден основала в Лондоне Фонд помощи прокажённым (англ. Kate Marsden Leper Fund) для сбора пожертвований. К 20 июня 1893 года лондонский комитет Фонда собрал 2400 фунтов стерлингов. Бо́льшая часть этих средств была передана К. П. Победоносцеву и была впоследствии использована для постройки колонии близ Вилюйска.
Кэт Марсден также планировала совершить ещё одно путешествие на Дальний Восток, чтобы помочь прокажённым Камчатки и основать там вторую колонию; но её планам не суждено было сбыться.

### Поездка в Америку. Всемирная выставка
В 1893 году в Чикаго состоялась Всемирная выставка — одна из самых масштабных в истории. Кэт Марсден участвовала в ней, демонстрируя в Женском павильоне фотографии, письма и модели двух лепрозориев, которые она планировала построить в Якутии и на Камчатке. Она также выпустила в Чикаго брошюру о своей работе в Сибири, и в том же году в Нью-Йорке вышла биография Марсден, написанная её другом, барристером Генри Джонсоном (англ. Henry Johnson).

### Кампания по дискредитации

#### Критика в новозеландской прессе
Интервью, данное Кэт Марсден газете «The Pall Mall Gazette» ещё до отъезда в Сибирь, привлекло внимание новозеландской прессы. В «The Evening Post» 17 июля 1890 года вышла статья, в которой Марсден обвинялась во лжи и аферизме. Основные сомнения вызвало упоминание многочисленных случаев лепры среди маори, встреченных Марсден на Южном острове в то время, когда она выступала там с лекциями; автор заметки утверждал, что Марсден либо лжёт, либо приняла за проказу так называемую «чесотку маори» (англ. maori itch, маори hakihaki — так маори называли импетиго, а также экзему, вызываемую чесоточным зуднем). Высказывалось даже мнение, что она вообще покинула Новую Зеландию сразу после инцидента в Веллингтоне. Статья стала первой из множества публикаций, обвинявших Марсден в самых разных грехах. Перед самым отъездом в Сибирь она успела отправить в редакцию «Wellington Evening Post» письмо, в котором утверждала, что её слова переврали и что она упоминала лишь об отдельных редких случаях проказы среди маори; однако её объяснения были приняты довольно прохладно.
Хотя отдельные выпады в адрес Кэт Марсден продолжали печататься в новозеландской прессе во время её путешествия, не все местные СМИ относились к ней враждебно. Журнал «New Zealand Mail» перепечатал восхваляющую её сибирское путешествие заметку из «Sydney Mail», однако уже через несколько месяцев начал публиковать разгромные статьи от «корреспондента в Лондоне». Современные исследователи предполагают, что автором этих статей был журналист Альфред Рэтбоун (англ. Alfred Steward Rathbone). В октябре, освещая получение Марсден знака Королевской ассоциации британских медицинских сестёр из рук Елены Великобританской, журналист обвинил Кэт Марсден в чрезмерном самопиаре в ущерб интересам прокажённых, которым она не принесла никакого «немедленного облегчения». Подобные обвинения звучали и в других изданиях.

#### Переписка недоброжелателей
В то же самое время разворачивалась активная переписка, имевшая для Кэт Марсден фатальные последствия. Одним из её инициаторов стада уроженка Англии, вдова Эллен Хьюитт (англ. Ellen Anne Hewett) — попутчица Марсден при её возвращении из Новой Зеландии; впоследствии они вместе путешествовали по Европе. Однако Марсден, по её словам, так и не вернула ей денег, которые брала у неё в долг; кроме того, Хьюитт оплатила платье, в котором Кэт Марсден предстала перед королевой. Во время поездок по Европе она также оплачивала все счета, и лишь очутившись на грани разорения, заподозрила неладное. В Берлине она рассказала о своём положении Элизабет Лавринг (англ. Elizabeth Lovering), супруге священника из Сомервилла; вскоре после этого Марсден жестоко избила её. Оправившись, Эллен Хьюитт решила окончательно порвать с Марсден и, вернувшись в Новую Зеландию, занялась рассылкой писем, выставлющих Марсден в свете, весьма далёком от восторженных рецензий британской прессы.
Одной из главных сил кампании стала Изабель Флоренс Хэпгуд (в русскоязычных источниках того времени — Изабелла Гапгуд), известная американская экуменистка и переводчица с русского языка. Первые «предупреждения» о Кэт Марсден она получила от Люси Алексеевой — сестры переводчика и биографа Льва Толстого Эйлмера Мода, супруги известного врача и писателя Петра Семёновича Алексеева. Современные исследователи считают, что неприязнь к Марсден со стороны Алексеевых была вызвана её отказом выплатить Петру Семёновичу сумму, которую он запросил за сопровождение в путешествии через Сибирь. При последничестве Элизабет Лавринг Эллен Хьюитт связалась с Хэпгуд. В итоге Изабель Хэпгуд начала активно копаться в новозеландском прошлом Кэт Марсден, получая множество писем от Хьюитт и других её недоброжелателей, которых, как выяснилось, предостаточно. Согласно поступившим от них сведениям, Кэт Марсден плохо обращалась с матерью, заставляя её голодать и присваивая её деньги; часто «одалживала» и не возвращала различное имущество. В Нельсоне она проживала вместе с некой миссис Броди (англ. Brodie), которая, отбывая в Англию за несколько месяцев до Марсден, попросила её продать мебель; но вырученные средства Марсден хозяйке так и не вернула. Судя по ряду свидетельств, Кэт Марсден умела вызвать безграничное доверие у сердобольных пожилых дам, чем активно пользовалась, подчиняя себе их волю и вынуждая действовать в её интересах и оплачивать её расходы. Высказывались подозрения, что подобная «дружба» иногда доходила и до лесбийских отношений; по крайней мере, в своих письмах к некоторым из «потерпевших» Кэт Марсден выражала сильную привязанность к адресатам, причём иногда использовала одни и те же слова, обращаясь к разным женщинам. Когда же «дружба» заканчивалась, Марсден обращалась против своих «жертв» и добивалась максимально возможного их публичного унижения. Некоторые из них отказывались рассказывать о своих отношениях с Марсден из стыда или из страха судебного преследования; однако Эллен Хьюитт была готова говорить, невзирая на последствия. Веллингтонская подруга Хьюитт Хелен Сноу (англ. Helen Snow) также стала постоянным корреспондентом Хэпгуд, хотя в её случае причиной атаки стала религиозная нетерпимость: она считала, что Кэт Марсден была тайной католичкой и с 10 лет воспитывалась отцом в духе ордена иезуитов, к которому он якобы принадлежал втайне от остальной семьи.

#### Продолжение атаки в прессе
К ноябрю 1892 года география рассылки компромата на Кэт Марсден уже охватывала Новую Зеландию, США, Британию, Германию и Российскую Империю. Однако не все доверяли полученным сведениям: по крайней мере, Ада Филд была по-прежнему лояльна, и пастор Британо-Американской церкви Иисуса Христа в Санкт-Петербурге Александр Фрэнсис, сотрудничавший с Марсден, также отнёсся к письмам с пренебрежением. Но Эллен Хьюитт упорно продолжала атаку, опубликовав в «New Zealand Mail» за 3 марта 1893 года своё письмо, в котором вкратце рассказала о своих путешествиях с Кэт Марсден по Европе. Она утверждала, что превозносимая прессой встреча с Луи Пастером была лишь кратким визитом, ради которого пришлось дать взятку привратнику: учёный в тот момент был тяжело болен и не принимал посетителей. Также она утверждала, что слышала в поезде разговор между Марсден и неким попутчиком, в котором они обсуждались деньги, которые она планировала «заработать» на истории с прокажёнными. Хьюитт подвергла сомнению целесообразность поездки в Сибирь, так как «таинственное растение» уже исследовалось в России и в Норвегии и оказалось бесполезным для лечения лепры. Была также упомянута негативная реакция новозеландцев на рассказы Марсден о своей жизни там. Хьюитт с возмущением отметила, что в Британии пресса восприняла их всерьёз, несмотря на обширную критику в Новой Зеландии. Что же касалось личных обвинений, то Хьюитт упомянула в письме только о невозвращённых долгах.
Кроме Эллен Хьюитт, ещё несколько человек в период с апреля по июнь 1893 года предоставили письменные свидетельства, касавшиеся в основном новозеландских приключений Кэт Марсден, описанных в серии статей в «The Girl's Own Paper». В частности, несколько человек утверждали, что настоящей лепры в Новой Зеландии нет. Бывший шахтёр и горный инженер, отлично знакомые с окрестностями Нельсона, оспаривали утверждения Марсден о плохой медицинской поддержке местных шахтёров и сомневались, что её визиты могли облегчить кому-то страдания. Другие отрицали возможность путешествия через буш на повозке. Отдельно стоит отметить свидетельство промышленника Херберта Гэби (англ. Herbert Gaby), который занимал должность секретаря в Веллингтонском госпитале и был, в отличие от большинства остальных «свидетелей», лично с ней знаком. Вместе с представителями двух страховых компаний он утверждал, что незадолго до получения травмы (в одном из случаев — за день до инцидента) Кэт Марсден оформила две страховки, каждая из которых гарантировала ей выплаты по 6 фунтов в неделю в случае потери трудоспособности. Её травма вызвала подозрения у страховщиков; кроме того, она скрыла от них наличие второй страховки, хотя обязана была сообщить о ней. Несмотря на это, оговоренная сумма выплачивалась ей в течение 10 недель.
Предвидя дальнейшие попытки обесценить её работу, Кэт Марсден буквально напичкала свою книгу благодарственными письмами и рекомендациями влиятельных особ. Интересно, что она сама упоминает в книге некий «тёмный» период своей жизни:

…За исключением того времени, когда я отступила далеко назад и отвернулась от Христа — воспоминание о нём будет вечно вызывать во мне тяжелейшее раскаяние…Оригинальный текст (англ.)…Except during the period where I took many backward steps and turned away from Christ — a memory ever fraught with the keenest regret…— On Sledge and Horseback to the Outcast Siberian Lepers
В 1893 году Изабель Хэпгуд опубликовала разгромную рецензию на книгу Марсден в журнале «The Nation».

#### Официальное расследование
Хотя в целом обвинения в адрес Кэт Марсден, звучавшие из Новой Зеландии, не произвели большого шума в Британии, некоторые всё же стали отворачиваться от неё. В 1892 году к проверке обвинений в финансовой махинациях подключилось Благотворительное общество. Комиссия не обнаружила никаких свидетельств растраты средств Фондом, однако не смогла подтвердить, что все собранные Марсден деньги достигли комитета, и вообще отметила «чрезвычайную беззаботность» Кэт Марсден по отношению к финансам и её «очевидную неспособность» в одиночку управлять благотворительным фондом. В июле 1893 года отчёт был передан Кэтрин Уиллард, которая впоследствии вошла в состав специальной комиссии, созданной в Санкт-Петербурге в декабре 1893 года.
| Имя                                       | Деятельность                                                        |
| ----------------------------------------- | ------------------------------------------------------------------- |
| Фрэнсис, Александр                        | пастор Британо-Американской церкви Иисуса Христа в Санкт-Петербурге |
| Саблер, Владимир Карлович                 | товарищ обер-прокурора Святейшего Синода                            |
| Петерсен, Оскар Владимирович              | почётный профессор Еленинского клинического института               |
| Паркер                                    | доктор богословия, США                                              |
| Щербатова, Мария Сергеевна                | фрейлина                                                            |
| Уиллард, Кэтрин (англ. Katherine Willard) |                                                                     |

Прервав или, по крайней мере, сократив свой визит в Соединённые Штаты, Кэт Марсден вернулась в Санкт-Петербург и, видимо, присутствовала на некоторых из первых заседаний комиссии. Санкт-Петербургская комиссия подготовила предварительный отчёт, снимавший с неё обвинения в финансовых махинациях. Однако потом Фрэнсис получил очередное письмо от Хэпгуд, свидетельствовавшее, что Марсден сама призналась в лесбийских связях; и на этот раз он счёл источник обвинений заслуживающим доверия.
Скандал достиг своего пика 16 августа 1894 года, когда Александр Фрэнсис опубликовал в лондонской «The Times» отчёт о работе комиссии, в котором выдвинул в адрес Кэт Марсден ряд серьёзных обвинений. По его словам, комиссии удалось доказать, что Марсден брала деньги в долг под залог несуществующей недвижимости в Новой Зеландии. Марсден была вынуждена, согласно данным ранее обещаниям, сдать комиссии все свои награды и письма от царствующих особ.
Фрэнсис не стал сообщать о полученных «откровениях» и публикациях в The Times никому, даже остальным членам комитета. Как становится ясно из его письма перфекту Санкт-Петербурга, он не хотел публично компрометировать «порочащими связями» царственных особ. Поэтому они продолжали поддерживать Марсден, так как, будучи в курсе её реальной работы, считали обвинения в мошенничестве надуманными.
После выхода книги «On Sledge and Horseback…» в прессе поднялась волна критики, которая ко второй половине 1894 года постепенно превратилась в настоящую травлю. Её обвиняли в аферизме, финансовой нечистоплотности, в лесбийских связях с различными женщинами и в распутстве с российскими чиновниками, в том, что она сама заразилась проказой. Утверждалось, что её книга унизила Российскую Империю, которая и сама могла бы позаботиться о нескольких десятках больных.
Одним из инициаторов травли выступил в The Times Александр Фрэнсис, пастор Британо-Американской церкви Иисуса Христа в Санкт-Петербурге. Он возглавил комиссию, которая занялась расследованием деятельности Кэт Марсден в России. Британское Благотворительное общество также критикует её работу; она обвиняется как минимум в неаккуратном обращении с финансами. Та же газета публикует 16 августа 1894 года пространное письмо Фрэнсиса с обвинениями в её адрес.
Разгромная рецензия на книгу Кэт Марсден была дана Изабель Флоренс Хэпгуд, известной американской переводчицей с русского языка. Некоторые новозеландские газеты также весьма активно нападали на Марсден.
В 1895 году Марсден подала против Фрэнсиса и «Таймс» встречный иск, но вскоре отозвала его, формально — из-за нежелания нести судебные издержки. Современные исследователи считают, что она опасалась серьёзного расследования в суде её сексуальной ориентации.
Кэт Марсден так и не смогла восстановить своё доброе имя. Её мечты вернуться в Сибирь рухнули.
В 1921 году Кэт Марсден публикует свою вторую книгу, «My Mission in Siberia: a Vindication», надеясь восстановить свою репутацию, но безуспешно.

### Общество борьбы с проказой св. Франциска
Несмотря на крах сибирского проекта, Кэт Марсден продолжила борьбу за облегчение участи прокажённых. В 1895 году по её инициативе было основано Общество борьбы с проказой св. Франциска (англ. St. Francis Leper Guild). Незадолго до этого Марсден перешла в католицизм и стала терциарием ордена св. Франциска. В этот период Кэт Марсден жила в доме председателя Лондонского комитета Фонда помощи прокажённым Дж. Д. Батлера (англ. J. D. Butler) на Редклифф-Гарденс, и, вероятно, он представил её баронессе Марии Гюден (англ. Maria E. Gudin), жившей по соседству.
Заседание комитета, учредившего Общество борьбы с проказой св. Франциска, состоялось 23 октября. Баронесса Гюден стала президентом Общества, сама Марсден получила должность лектора, Дж. Д. Батлер стал казначеем, а мисс Батлер (вероятно, его дочь) стала секретарём; таким образом, Общество можно смело считать прямым наследником первого Фонда Марсден, причём более амбициозным, так как сфера интересов Общества распространялась на весь мир.
По настоянию кардинала Вона, архиепископа Вестминстера, в Обществе могли состоять только приверженцы Римско-католической церкви; поэтому после второго заседания Батлер и биограф Кэт Марден Генри Джонсон вышли из его состава. Однако мисс Батлер позволили остаться секретарём, и она занимала эту должность до 1923 года.
Кэт Марсден покинула Общество 8 мая 1896 года, опасаясь скомпрометировать его своей дурной славой. Комитет счёл это решение рациональным, в то же время выразив ей полное доверие. Второе издание её биографии, вышедшее в Лондоне в 1895 году, не сильно помогло восстановлению репутации. Однако год спустя папа римский Лев XIII благословил Марсден как основателя Общества, и она была вновь принята в его состав в должности организатора, сочтя все обвинения против неё надуманными и учтя, что они имели место до принятия католичества и вряд ли смогут настроить против неё меценатов. При этом в протоколах заседаний упоминаются только обвинения в финансовой нечистоплотности; о сексуальных «преступлениях» речи не идёт.
В 1897 году Кэт Марсден отправилась в Париж, чтобы подыскать место для экспозиции Общества на Всемирной выставке 1900 года. Она встретилась с архиепископом Парижа Ришаром, который предложил ей лично получить от папы римского одобрение и благословение, изложив перед ним план своей работы. В сентябре того же года она ещё раз посетила Париж, заручившись поддержкой архиепископа, после чего отправилась в Рим.
Примерно с 1897 года Кэт Марсден переезжает в Соединённые Штаты и поселяется в Филадельфии. Как представитель Общества, она заручилась поддержкой двух американских католических архиепископов и планировала создать отдельный комитет в Америке. В это же время она посещает Гонолулу, где местный врач диагностировал у неё лепру. Диагноз оказался ложным, и Кэт Марсден впоследствии жаловалась, что ей пришлось потратить на консультации у врачей по всему земному шару все свои сбережения в 5000 долларов, а также продать дом в Филадельфии.
В 1899 году президент Общества борьбы с проказой св. Франциска сочла, что Кэт Марсден «рискует не рассчитать свои силы и средства» и провозгласила, что «её следует освободить от обязанностей зарубежного представителя Общества». Планы участия во Всемирной выставке пришлось оставить.
Общество борьбы с проказой св. Франциска существует до сих пор, немного изменив название (англ. St. Francis Leprosy Guild). Общество поддерживает около 80 центров по всему миру (преимущественно в Азии и Африке) и выделяя на помощь прокажённым около 300 000 фунтов ежегодно (по данным на 2005 год).

### Музей в Бексхилле-он-Си
В начале 1900-х годов Кэт Марсден вернулась в Англию, где проживала вместе с сёстрами Эмили Ллойд и Элис Маргарет Норрис (англ. Emily Lloyd Norris; Alice Margaret Norris). Переезжая с места на место, они, наконец, осели в Бексхилле-он-Си около 1912 года. Вскоре Кэт Марсден совместно с преподобным Дж. С. Томпсоном задумали создание городского музея. Марсден обладала большой коллекцией тропических раковин, а у Томпсона было собрание геологических образцов; первоначально они планировали выставить только собственные коллекции, но Кэт со свойственным ей энтузиазмом придала мероприятию общегородской масштаб. Она использовала привычные методы работы: организовывала публичные встречи, привлекая к ним высокопоставленных граждан, и блистала в местной прессе; устраивала выставку подходящих для музея экспонатов, путешествовала за счёт музея и подыскивала экспонаты у преуспевающих компаний и в Имперском институте Лондона. На этот раз она была весьма щепетильна в денежных вопросах и, вероятно, даже понесла убытки, занимаясь этим проектом. Всё шло отлично, пока мэр Бексхилла не обнародовал прошлое Марсден, о котором узнал из газет, после чего Кэт была вынуждена покинуть музейный комитет в апреле 1913 года. Работа комитета застопорилась, но в 1914 году Бексхиллский музей всё же был открыт. Его первым куратором стал Томпсон.
После смерти Марсден комитет музея под давлением Томпсона отказался принять в дар её портрет, предложенный сёстрами Норрис и Хант Холли. Это привело Эмили Норрис в настоящую ярость.
В настоящее время Дж. Томпсон и Кэт Марсден считаются равноправными основателями музея. В заслугу Марсден ставятся как первоначальный стимул к созданию музея, так и вклад в его экспозицию: её собственная коллекция раковин и египтологическая коллекция её друга, доктора Уолтера Амсдена (англ. Walter Amsden) — местного офицера медицинской службы. Амсден работал в Британской школе археологии в Египте в сезон 1913 года вместе с Флиндерсом Питри, раскапывавшим пирамиду Сенусерта II в Эль-Лахуне, и Рексом Энгельбахом, изучавшим захоронения в Хараге.

### Последние годы жизни
Кэт Марсден продолжала жить с сёстрами Норрис в полной от них зависимости, иногда переезжая с места на место. В 1924 году они жили в Марлоу, в 1928 году — в Хиллингдоне. В 1925 году Марсден пережила инсульт, однако даже частичный паралич не заставил её сдаться: например, в июле 1926 года она активно занималась организацией сбора средств в пользу Общества св. Франциска. Примерно с 1930 года Кэт Марсден была прикована к постели, и 26 мая 1931 года она скончалась в нищете в Лондоне, в Спрингфилдском приюте для умалишённых в Уондсуэрте и была похоронена на Хиллингдонском кладбище.
3 сентября 2019 года на кладбище Хиллингдон состоялось освящение памятника Кейт Марсден. Инициатива установки памятника поступила от жителей Республики Саха (Якутия), куда Кейт прибыла в конце XIX века в поисках травы, излечивающей от проказы. В короткий срок были собраны средства, утверждён проект и создан мемориал на кладбище Хиллингдон, где Кейт была похоронена в безымянной, до сегодняшнего дня, могиле.

## Итоги сибирской миссии
Во время своего путешествия, получив разрешение властей, Марсден много фотографировала. Выступая с лекциями, она демонстрировала снимки при помощи волшебного фонаря. После её смерти слайды попали в архив LEPRA, но в настоящее время их след утерян. Некоторые фотографии сохранились в архиве Королевского географического общества.

### Поиски лекарства
Поиски растения, помогающего при лепре, увенчались лишь частичным успехом. В своей книге Кэт Марсден упоминает, что перед отправкой в Вилюйск епископ Мелетий дал ей образец искомого растения, но не описывает его внешний вид и не сообщает названия. Однако сперва Ада Филд в своём интервью журналу «Woman's Herald», а позднее и сама Марсден в докладе Дерматологическому обществу упоминают растение под местным названием «kutshukta». В докладе Марсден сообщает, что передала обществу для изучения свойств растения добытые ей образцы. Ещё до визита Марсден в Россию в сибирской прессе появлялись сообщения о растении под названием «кучукта», сок которого эвенки применяли для заживления ран при лепре. Некоторые современные исследователи полагают, что так называли полынь Гмелина (Artemisia gmelinii Web. ex Stechm. [syn. Artemisia sacrorum Ledeb.]) и что именно её искала Кэт Марсден.

### Вилюйский лепрозорий
На часть благотворительных средств, переданных через княгиню Шаховскую сёстрам милосердия Александровской общины, в местности Хордогой (теперь Сосновка) недалеко от Вилюйска был создан «особый выселок». Больные содержались в 9 сравнительно больших и светлых юртах, построенных местными жителями. Прибывшие в Вилюйск сёстры сперва тоже жили в юрте, выполнявшей роль приёмного покоя, а потом переехали в Вилюйск на квартиру, бесплатно предоставленную церковным старостой Корякиным. Освящение колонии состоялось 5 (17) декабря, к этому моменту старшая из сестёр Соколовых сама привезла 9 человек из Средне-Вилюйского улуса. С 1893 года колония содержалась за счёт земской казны.
Епископ Мелетий ходатайствовал перед обер-прокурором Священного Синода К. П. Победоносцевым о выделении из пожертвованных денег на постройку бараков для больных. Священником Винокуровым было построено по плану врача Дмитрия Самуиловича Гимера 6 бараков, которые обошлись более чем в 20 000 рублей; однако местная администрация при приёмке сочла их «мало соответствующими местным климатическим условиям, а также медицинским и техническим требованиям». За счёт областной казны были также построены дома для медицинского персонала. К 1897 году строительство колонии для прокажённых было завершено. К 1902 году в колонии проживало до 70 пациентов; всего на колонию из казны ежегодно отпускалось 11 600 рублей, из которых 7 000 шли непосредственно на содержание больных.
Вилюйский лепрозорий функционировал в Хордогое вплоть до 1962 года, когда оставшихся больных перевели в Иркутск. С 1970 года на месте бывшего лепрозория действует Вилюйский психоневрологический дом-интернат, ранее располагавшийся в местности Хомустах; там же расположен музей. В 1997 году к столетнему юбилею открытия лепрозория интернату было присвоено имя Кэт Марсден. Дом-интернат был включён в ежегодную энциклопедию «Лучшие люди России» за 2010 год.

## Память
Имя «Сестра милосердия Кэт Марсден» присвоено крупному (55,6 карата) алмазу, добытому в Якутии в 1991 году — в год столетия её визита в Якутию. Лучшим студентам английского отделения иностранных языков Вилюйского педагогического колледжа им. Н. Г. Чернышевского присуждается именная стипендия Кэт Марсден.
В 2009 году в Якутии отмечалось 150-летие со дня рождения Кэт Марсден. 13 мая, в день рождения легендарной сестры милосердия, в Якутске был заложен первый камень будущего памятника Марсден и сквера. В июне 2009 года в Саха театре состоялась премьера спектакля «Кэт Марсден. Ангел божественных помыслов» (якут. Кэт Марсден. Айыы санаалаах анньала).
В 2013 году английская исследовательница и режиссёр Джеки Хилл-Мёрфи (англ. Jacki Hill-Murphy) отправилась по маршруту Кэт Марсден — через Омск, Томск, Иркутск, Северобайкальск, Усть-Кут, Якутск и Вилюйск, чтобы снять фильм о знаменитой сестре милосердия. Ранее Хилл-Мёрфи уже повторяла маршруты известных женщин-путешественниц прошлого, в частности, путешествие Изабеллы Годин к Амазонке в 1769 году и восхождение Мэри Кингсли на вулкан Камерун в 1895 году.
В Королевском географическом обществе хранятся некоторые личные вещи Кэт Марсден. Среди них — вручённая ей лично королевой Викторией в 1892 году золотая брошь в форме ангела, которую она сама передала обществу в дар в 1916 году, а также вещи, доставшиеся обществу после её смерти: карманные часы и свисток, которыми она пользовалась во время путешествия в Якутию, и медали.

## Интересные факты
- Известный польский исследователь Дальнего Востока Вацлав Серошевский описал жизнь якутских прокажённых в конце XIX века в романе «Предел скорби» (пол. Na dnie nedzy). В 2000 году кинорежиссёр Алексей Балабанов начал снимать по нему фильм «Река», но из-за гибели исполнительницы главной роли Туйары Свинобоевой 21 ноября в автокатастрофе съёмки были остановлены. Год спустя режиссёр смонтировал отснятые сцены с закадровыми комментариями вместо пропущенных сцен[149]. В таком виде фильм был показан в 2002 году на фестивале архивного кино «Белые столбы»[150].
- Перевод книги Кэт Марсден «On Sledge & Horseback to Outcast Siberian Lepers» на немецкий язык (под заголовком «Eine Reise nach Sibirien») был выполнен принцессой Марией Баттенберг, известной переводчицей того времени.

## Публикации
- Marsden, Kate. On Sledge and Horseback to the Outcast Siberian Lepers. — New York: Cassell Publishing Company, 1892. — X, 244 p.
- Marsden, Kate. The Sanitary Condition of the Lepers in the Yakoutsk Government (англ.) // The Nursing Record. — London: The Record Press, 1892. — Vol. IX, iss. 239, no. от 27 октября. — P. 871—876.
- Marsden, Kate. The Leper // The Congress of Women: Held in the Woman's Building, World's Columbian Exposition, Chicago, U. S. A., 1893 / Edited by Mary Kavanaugh Oldham Eagle. — Chicago: Monarch Book Company, 1894. — P. 213—216.
- Marsden, Kate. My Mission in Siberia: a Vindication. — London: Edward Stanford, 1921. — 54 p.
- Марсден К. Путешествие английской сестры милосердия в Якутскую область для помощи прокаженным. — СПб.: Синодальная типография, 1892. — 12 с. — Оттиск из журнала "Церковные ведомости", издаваемом при Святейшем синоде, 1892 г., № 3.

## Комментарии
1. ↑  По современным правилам транслитерации.
2. ↑  Квартал Парейд находился напротив парка Пайммс (англ. Pymmes Park), согласно карте Лондона 1867 года.
3. ↑  Авторство статьи часто ошибочно приписывают самому епископу Мелетию, хотя он лишь выступил инициатором её написания и публикации.